# Nick Gibbs
Nick Gibbs (* 1980 in Sydney) ist ein australischer Musiker, Sänger und Dozent. Seine Musik beinhaltet Stilelemente aus Funk, Soul, Jazz und Reggae.
Gibb studierte an der Music Southern Cross University in Australien, spezialisierte sich auf Gesang. Er spielte u. a. mit Bobby McFerrin, Deborah Carter, Flomega und Felix Elsner. Neben verschiedenen Gesangstilen baute Gibbs in den Folgejahren sein Songwriting aus. Neben seinem musikalischen Engagement in verschiedenen Formationen, wie Roots to Branches, On the Jazzy Side of Pop und Newtown Jazz Connection spielt er mit seiner eigenen Band Nick Gibbs and the Freedom Spirits. 2013 veröffentlichte er die EP "Comfortable Being" die von dem Musikproduzenten Peter Muller produziert wurde. 2016 folgte, ebenfalls in Kooperation mit Peter Muller, sein Debütalbum My mind, it runs away.
Neben seiner Tätigkeit als Musiker unterrichtet er Gesang an verschiedenen Schulen, u. a. an der S.O.N.G. in Oldenburg.

## Diskografie
- 2013: Comfortable Being (EP)
- 2016: My Mind, It Runs Away (Album)